# Liste schwedischer Metalmusiker
Diese Liste zählt schwedische Musiker aus dem Metalgenre auf. Es werden solche Musiker aufgelistet, die einen eigenen Wikipedia-Artikel haben oder auf einem Album, das es in die Top Ten der Charts eines beliebigen Staates schaffte, zu hören sind. Hard-Rock-Musiker, die auch Metal spielen, dürfen ebenfalls aufgenommen werden, Musiker, die nur Hard Rock spielen, jedoch nicht. Die Liste erhebt keinen Anspruch auf Vollständigkeit.
Zur Ergänzung dient die Liste schwedischer Metalbands.
Die Instrumente sind in der Liste folgendermaßen abgekürzt: „B“ – E-Bass, „G“ – Gesang, „Git“ – Gitarre, „K“ – Keyboard, „Sch“ – Schlagzeug. Es sollen lediglich Instrumente aufgeführt werden, die für den Musiker relevanzstiftenden Charakter haben.
| Name                        | Instrument(e)     | Band(s)                                                                  | Genre(s)                                                   | Herkunft                          |
| --------------------------- | ----------------- | ------------------------------------------------------------------------ | ---------------------------------------------------------- | --------------------------------- |
| Mikael Åkerfeldt            | G, Git            | Bloodbath, Opeth                                                         | Death Metal, Progressive Metal                             | Stockholm                         |
| Fredrik Åkesson             | Git               | Arch Enemy, Opeth                                                        | Death Metal, Melodic Death Metal, Progressive Metal        | Stockholm                         |
| Christopher Amott           | Git               | Armageddon, Arch Enemy, solo                                             | Melodic Death Metal                                        | Halmstad                          |
| Michael Amott               | Git               | Arch Enemy, Carnage, Spiritual Beggars                                   | Death Metal, Melodic Death Metal, Stoner Metal             | London (in Halmstad aufgewachsen) |
| Devo Andersson              | Git               | Cardinal Sin, Marduk                                                     | Black Metal                                                | Norrköping                        |
| Fredrik Andersson           | Sch               | Amon Amarth                                                              | Melodic Death Metal                                        | Stockholm                         |
| Daniel Antonsson            | Git, B            | Dark Tranquillity, Dimension Zero, Soilwork                              | Melodic Death Metal, Thrash Metal                          | Schweden                          |
| Martin Axenrot              | Sch               | Opeth                                                                    | Death Metal, Progressive Metal                             | Linköping                         |
| Mats Björkman               | Git               | Candlemass                                                               | Epic Doom                                                  | Schweden                          |
| Martin Brändström           | K                 | Dark Tranquillity                                                        | Melodic Death Metal                                        | Schweden                          |
| Joakim Brodén               | G, K              | Sabaton                                                                  | Power Metal                                                | Falun                             |
| Joacim Cans                 | G                 | Hammerfall, solo                                                         | Power Metal                                                | Mora                              |
| Hannes Van Dahl             | Sch               | Evergrey, Sabaton                                                        | Power Metal, Progressive Metal                             | Schweden                          |
| Henrik Danhage              | Git               | Evergrey                                                                 | Progressive Metal                                          | Schweden                          |
| Mikkey Dee                  | Sch               | King Diamond, Motörhead, Scorpions                                       | Hard Rock, Heavy Metal, Speed Metal                        | Göteborg                          |
| Oscar Dronjak               | Git               | Hammerfall                                                               | Power Metal                                                | Mölndal                           |
| Leif Edling                 | B                 | Candlemass                                                               | Epic Doom                                                  | Schweden                          |
| Johan Edlund                | G, Git, K         | Tiamat                                                                   | Death Metal, Gothic Metal                                  | Södertälje                        |
| Jonas Ekdahl                | Sch               | Evergrey                                                                 | Progressive Metal                                          | Göteborg                          |
| Stefan Elmgren              | Git               | Hammerfall                                                               | Power Metal                                                | Schweden                          |
| Niclas Engelin              | Git               | Engel, In Flames, Passenger                                              | Alternative Metal, Melodic Death Metal                     | Göteborg                          |
| Thorbjörn Englund           | Git, G, B         | Raubtier, Sabaton, Solo                                                  | Power Metal                                                | Luleå                             |
| Tom S. Englund              | G, Git            | Evergrey                                                                 | Progressive Metal                                          | Schweden                          |
| Daniel Erlandsson           | Sch               | Arch Enemy                                                               | Melodic Death Metal                                        | Malmö                             |
| Anders Fridén               | G                 | Dark Tranquillity, In Flames, Passenger                                  | Alternative Metal, Melodic Death Metal                     | Schweden                          |
| Tobias Forge                | G, Git            | Ghost (als Papa Emeritus und Cardinal Copia), Repugnant (als Mary Goore) | Heavy Metal, Doom Metal, Death Metal                       | Linköping                         |
| Björn Gelotte               | Git               | In Flames                                                                | Alternative Metal, Melodic Death Metal                     | Schweden                          |
| Daniel Gildenlöw            | Git, G            | Pain of Salvation                                                        | Progressive Metal                                          | Eskilstuna                        |
| Joakim Göthberg             | G, Sch            | Marduk                                                                   | Black Metal                                                | Schweden                          |
| Tobias Gustafsson           | Sch               | Amon Amarth                                                              | Melodic Death Metal                                        | Schweden                          |
| Johan Hallgren              | Git               | Pain of Salvation                                                        | Progressive Metal                                          | Schweden                          |
| Johan Hegg                  | G                 | Amon Amarth                                                              | Melodic Death Metal                                        | Schweden                          |
| Martin Henriksson           | B                 | Dark Tranquillity                                                        | Melodic Death Metal                                        | Schweden                          |
| Fredrik Hermansson          | K                 | Pain of Salvation                                                        | Progressive Metal                                          | Schweden                          |
| Pär Hulkoff                 | G, Git, K         | Atomkraft, Hulkoff, Raubtier                                             | Industrial Metal, Power Metal                              | Karungi                           |
| Anders Iwers                | Git, B            | Ceremonial Oath, Dark Tranquillity, Tiamat                               | Death Metal, Melodic Death Metal                           | Schweden                          |
| Peter Iwers                 | B                 | In Flames                                                                | Alternative Metal, Melodic Death Metal                     | Schweden                          |
| Anders Jivarp               | Sch               | Dark Tranquillity                                                        | Melodic Death Metal                                        | Schweden                          |
| Anders Johansson            | Sch               | Hammerfall, Hulkoff, Yngwie Malmsteen's Rising Force                     | Heavy Metal, Power Metal                                   | Göteborg                          |
| Lars Johansson              | Git               | Candlemass                                                               | Epic Doom                                                  | Schweden                          |
| Nils Patrik Johansson       | G                 | Astral Doors, Civil War                                                  | Heavy Metal, Power Metal                                   | Borlänge                          |
| Tommy Johansson             | Git, G, K         | ReinXeed, Sabaton                                                        | Power Metal, Symphonic Metal                               | Boden                             |
| Christofer Johnsson         | G, B              | Therion                                                                  | Death Metal, Symphonic Metal                               | Stockholm                         |
| Jonas Kjellgren             | Git, B, G         | Carnal Forge, Centinex, Raubtier, Scar Symmetry                          | Death Metal, Industrial Metal                              | Avesta                            |
| Fredrik Larsson             | B                 | Hammerfall                                                               | Power Metal                                                | Schweden                          |
| Legion                      | G                 | Marduk                                                                   | Black Metal                                                | Schweden                          |
| Mathias Lind                | Sch               | Raubtier                                                                 | Industrial Metal, Power Metal                              | Schweden                          |
| Tomas Lindberg              | Git, B, G         | Ceremonial Oath                                                          | Death Metal, Melodic Death Metal                           | Schweden                          |
| Peter Lindgren              | Git, B            | Opeth                                                                    | Death Metal, Progressive Metal                             | Schweden                          |
| Jan Lindh                   | Sch               | Candlemass                                                               | Epic Doom                                                  | Schweden                          |
| Ted Lundström               | B                 | Amon Amarth                                                              | Melodic Death Metal                                        | Schweden                          |
| Yngwie Malmsteen            | Git               | Solo                                                                     | Hard Rock, Heavy Metal, Klassische Musik                   | Stockholm                         |
| Olavi Mikkonen              | Git               | Amon Amarth, Scum                                                        | Melodic Death Metal                                        | Stockholm                         |
| Oskar Montelius             | Git               | Civil War, Sabaton                                                       | Power Metal                                                | Falun                             |
| Daniel Mullback             | Sch               | Civil War, Sabaton                                                       | Power Metal                                                | Falun                             |
| Daniel Mÿhr                 | K                 | Civil War, Sabaton                                                       | Power Metal                                                | Schweden                          |
| Michael Nicklasson          | Git, B            | Dark Tranquillity                                                        | Melodic Death Metal                                        | Schweden                          |
| Johan Niemann               | B                 | Evergrey, The Murder of My Sweet, Therion                                | Death Metal, Hard Rock, Progressive Metal, Symphonic Metal | Schweden                          |
| Jon Nödtveidt               | G, Git            | Dissection                                                               | Death Metal, Black Metal                                   | Stockholm                         |
| Pontus Norgren              | Git               | Hammerfall                                                               | Power Metal                                                | Schweden                          |
| Anette Olzon                | G                 | Nightwish, solo                                                          | Symphonic Metal                                            | Katrineholm                       |
| Daniel Palmqvist            | Git               | The Murder of My Sweet                                                   | Hard Rock, Symphonic Metal                                 | Schweden                          |
| David Parland               | Git               | Dark Funeral, Necrophobic, War                                           | Black Metal, Death Metal                                   | Schweden                          |
| Jonas Renkse                | G, Git, Sch       | Katatonia                                                                | Dark Metal, Death Doom, Death Metal                        | Stockholm                         |
| Chris Rörland               | Git               | Sabaton                                                                  | Power Metal                                                | Falun                             |
| Magnus Rosén                | B                 | Hammerfall                                                               | Power Metal                                                | Schweden                          |
| Angelica Rylin              | G                 | The Murder of My Sweet                                                   | Hard Rock, Symphonic Metal                                 | Schweden                          |
| Wony Särkkä                 | G                 | Abruptum, Vondur, War                                                    | Black Metal, Death Metal                                   | Stockholm                         |
| Snowy Shaw                  | G, Sch, Git, B    | Dream Evil, King Diamond, Sabaton, solo, Therion                         | Heavy Metal, Power Metal                                   | Göteborg                          |
| Johan Söderberg             | Git               | Amon Amarth                                                              | Melodic Death Metal                                        | Schweden                          |
| Mikael Stanne               | G, Git            | Dark Tranquillity                                                        | Melodic Death Metal                                        | Göteborg                          |
| Morgan Steinmeyer Håkansson | Git               | Marduk                                                                   | Black Metal                                                | Schweden                          |
| Björn Strid                 | G                 | Disarmonia Mundi, Soilwork, Terror 2000                                  | Melodic Death Metal, Metalcore, Thrash Metal               | Schweden                          |
| Jesper Strömblad            | Git, S            | Hammerfall, In Flames                                                    | Alternative Metal, Melodic Death Metal, Power Metal        | Schweden                          |
| Rikard Sundén               | Git               | Civil War, Sabaton                                                       | Power Metal                                                | Falun                             |
| Niklas Sundin               | Git               | Dark Tranquillity, Hammerfall                                            | Melodic Death Metal                                        | Göteborg                          |
| Pär Sundström               | B                 | Sabaton                                                                  | Power Metal                                                | Falun                             |
| Joakim Svalberg             | K                 | Opeth                                                                    | Death Metal, Progressive Metal                             | Schweden                          |
| Daniel Svensson             | Sch               | In Flames                                                                | Alternative Metal, Melodic Death Metal                     | Schweden                          |
| Dan Swanö                   | Git, G            | Bloodbath, Katatonia                                                     | Death Metal, Progressive Metal                             | Finspång                          |
| Peter Tägtgren              | Git, G, Sch, B, K | Hypocrisy, Lindemann, Pain                                               | Death Metal, Industrial Metal                              | Großraum Stockholm                |
| Fredrik Thordendal          | Git               | Meshuggah                                                                | Progressive Metal, Technical Death Metal                   | Umeå                              |
| David Wallin                | Sch               | Hammerfall, Pain                                                         | Industrial Metal, Power Metal                              | Stockholm                         |
| Rikard Zander               | K                 | Evergrey                                                                 | Progressive Metal                                          | Schweden                          |